# Sven-Åke Lundbäck
Sven-Åke Lundbäck   (Kalix, 26 de gener de 1948) és un esquiador suec, ja retirat, especialista en esquí de fons, que va competir durant les dècades de 1960 i 1970.
Durant la seva carrera esportiva va prendre part en tres edicions dels Jocs Olímpics d'Hivern, el 1972, 1976 i 1980. Destaca la medalla d'or que guanyà a Sapporo, el 1972, en la prova dels 15 quilòmetres. El 1976, a Innsbruck, fou quart en el relleu 4x10 quilòmetres, mentre el 1980, a Lake Placid, fou cinquè en la mateixa prova.
En el seu palmarès també destaquen dues medalles d'or al Campionat del Món d'esquí nòrdic de 1978, en els 50 quilòmetres i els relleus 4x10 quilòmetres, la cursa dels 50 quilòmetres al festival d'esquí de Holmenkollen de 1976 i els 90 quilòmetres de Vasaloppet el 1981. A nivell nacional va guanyar 10 títols individuals suecs, aconseguint el ple el 1976 i 1978 en guanyar l'or en els 15, 30 i 50 quilòmetres.
Després de retirar-se de les competicions, es va llicenciar en educació física a l'Escola Sueca d'Esports i Ciències de la Salut d'Estocolm el 1984. Després va treballar com a professor d'escola a Luleå fins al 2011, quan l'escola va ser tancada. Està casat amb també esquiadora de fons Lena Carlzon-Lundbäck.